# Dibbuk
Il dibbuk, dibuk, o dybbuk  (in yiddish: דיבוק, dal verbo ebraico: דָּבַק davak, "attaccarsi", "aderire") nella tradizione ebraica è uno spirito maligno o un'anima in grado di possedere gli esseri viventi. Coloro che credono all'esistenza dei dibukin ritengono che sia lo spirito disincarnato di una persona morta, un'anima alla quale è stato vietato l'ingresso al mondo dei morti, lo Sheol.
Il base al credo, queste anime generalmente vagherebbero per il mondo poiché mancherebbe loro la "forza" di mantenere l'attaccamento a Dio per l'ingresso nel Ghehinnom per poi avere accesso al Gan Eden. Come dibbuk, l'anima del trapassato con le succitate mancanze si attaccherebbe al corpo di una persona vivente e coabita con essa.
Il dibbuk abbandonerà l'ospite quando avrà raggiunto i propri obiettivi (a volte dopo essere stato aiutato).
Si ritiene che il dibbuk non sia una condizione "desiderabile" o buona e spesso è in contrasto con le Leggi divine, infatti la persona fisica "ospitante" subirebbe conseguenze come ad esempio non riuscendo a vivere la propria vita e la propria identità o il proprio percorso spirituale.
Il dibbuk non è una forma di reincarnazione.

## Influenza nei media
- Tra due mondi: Il dibbuk è un dramma in quattro atti basato su questa credenza, composto tra il 1915 e il 1919 dallo scrittore ebreo russo Sholem An-skij.
- Il dibuk, leggenda drammatica in un prologo e tre atti su libretto di Renato Simoni e musica di Lodovico Rocca, fu rappresentata al Teatro alla Scala il 23 dicembre 1934.
- Moni Ovadia ha presentato nel 1995 lo spettacolo Dybbuk, ispirato da Il canto del popolo ebraico massacrato di Yizchak Katzenelson e il Dybbuk di An-skij. Testo e regia: Moni Ovadia e Mara Cantoni. Ne è stato pubblicato anche l'omonimo CD.
- Nel 1984 il Dibbuk di Anski è stato rappresentato con la regia dell'allora allievo regista Vittorio Pavoncello al saggio di fine anno per il diploma degli allievi registi dell'Accademia Nazionale d'Arte drammatica Silvio d'Amico.
- Nel film Il mai nato, la giovane protagonista è perseguitata da un dybbuk che vuole impossessarsi di suo fratello.
- Nel film The Possession, la bambina protagonista è posseduta da un dybbuk che era rinchiuso in una scatola maledetta.
- Nel film A Serious Man, un presunto dibbuk appare nel prologo yiddish che precede il resto del lungometraggio. Il racconto non ha alcun collegamento con il resto del film ed è stato inserito dai fratelli Coen come introduzione al mondo ebraico.
- Nell'omonimo fumetto scritto da Andrea Cavaletto e disegnato da Luca Maresca, il dibbuk è un demone sanguinario che viene evocato in una Los Angeles del futuro dominata da spietate gang criminali.
- Nella terza puntata della serie televisiva Il tredicesimo apostolo compare un dibbuk che è la manifestazione soprannaturale di un ragazzo in stato di coma irreversibile.
- Il dibbuk è uno dei mostri presenti nella quarta serie di Monster in my pocket.
- Nella serie The Whispers compare nella stagione 1ª puntata 9 (un rabbino racconta la sua leggenda).
- Nel film americano « Scorpio » del 1973, uno dei protagonisti,  Jean Laurier detto “Scorpio” (Alain Delon) si paragona ad uno spirito Dybbuk per la sua capacità di immedesimarsi negli altri, nel caso specifico prevedere le mosse della sua vittima assegnata, Cross (Burt Lancaster).
- Il film 'DEMON' di Marcin Wrona (Polonia-Israele, 2015) è un'intensa rivisitazione della leggenda del dibbuk in cui uno sposo viene posseduto da uno spirito durante la celebrazione del suo matrimonio.
- Nel film Baskin: La porta dell'inferno è presente un dibbuk che presiede una setta di anime corrotte in una dismessa centrale di polizia turca dispersa in un fitto bosco.
- Nel film The Vigil - Non ti lascerà andare, del 2019, un ragazzo deve fare da Shomer ad un defunto per tutta la notte, ma si troverà a dover affrontare un dibbuk malvagio che tenterà di portarlo negli abissi più profondi della sua mente.